# Andelsbuch
Andelsbuch – gmina w Austrii, w kraju związkowym Vorarlberg, w powiecie Bregencja. Na powierzchni 19,56 km² zamieszkuje ją 2390 osób (1 stycznia 2015). Gmina o charakterze turystycznym.

## Osoby urodzone w Andelsbuchu
- Alois Lipburger, skoczek narciarski